# Escaraguaita
En arquitectura, una escaraguaita es una torre pequeña que se proyecta verticalmente desde la pared de un edificio como un castillo medieval con el fin de dotar a las torres del homenaje o las casas fuertes de un elemento de flanqueo eficaz, tanto para cubrir ángulos muertos como para la defensa del edificio.

## Etimología
Escaraguaita deriva del francés échauguette, a su vez del italiano eschargaita, del bajo latín escaraguaita, del alemán schaarwacht o skara, « tropa », wahta, « guaita» o vigía.

## Usos
Las escaraguaitas se utilizaban para proporcionar una posición defensiva saliente que permitiera cubrir el fuego hacia el muro adyacente en la época de la fortificación militar . A medida que su uso militar se fue desvaneciendo, las escaraguaitass se utilizaron con fines decorativos, como en el estilo baronial escocés .

## Estructura
Una escaraguaita puede tener una parte superior circular con merlones como se ve en la imagen de la derecha, un techo puntiagudo u otro tipo de vértice. Podría contener una escalera si sobresale más que el edificio; sin embargo, una escaraguaita no es necesariamente más alta que el resto del edificio; en este caso, suele ser parte de una habitación a la que se puede simplemente entrar – véase la escaraguaita del Chateau de Chaumont en la colección de escaraguaitas,  que también ilustra una escaraguaiata en un rascacielos moderno.
Un edificio puede tener tanto torres y escaraguaitas; Las torres pueden ser más pequeñas o más altas, pero las escaraguaitas se proyectan desde el borde de un edificio en lugar de continuar hasta el suelo. Por lo tanto, el tamaño de una escaraguaita es limitado, ya que impone tensiones adicionales a la estructura del edificio. Las escaraguaitas estaban tradicionalmente sostenidas por una ménsula .

## Galería

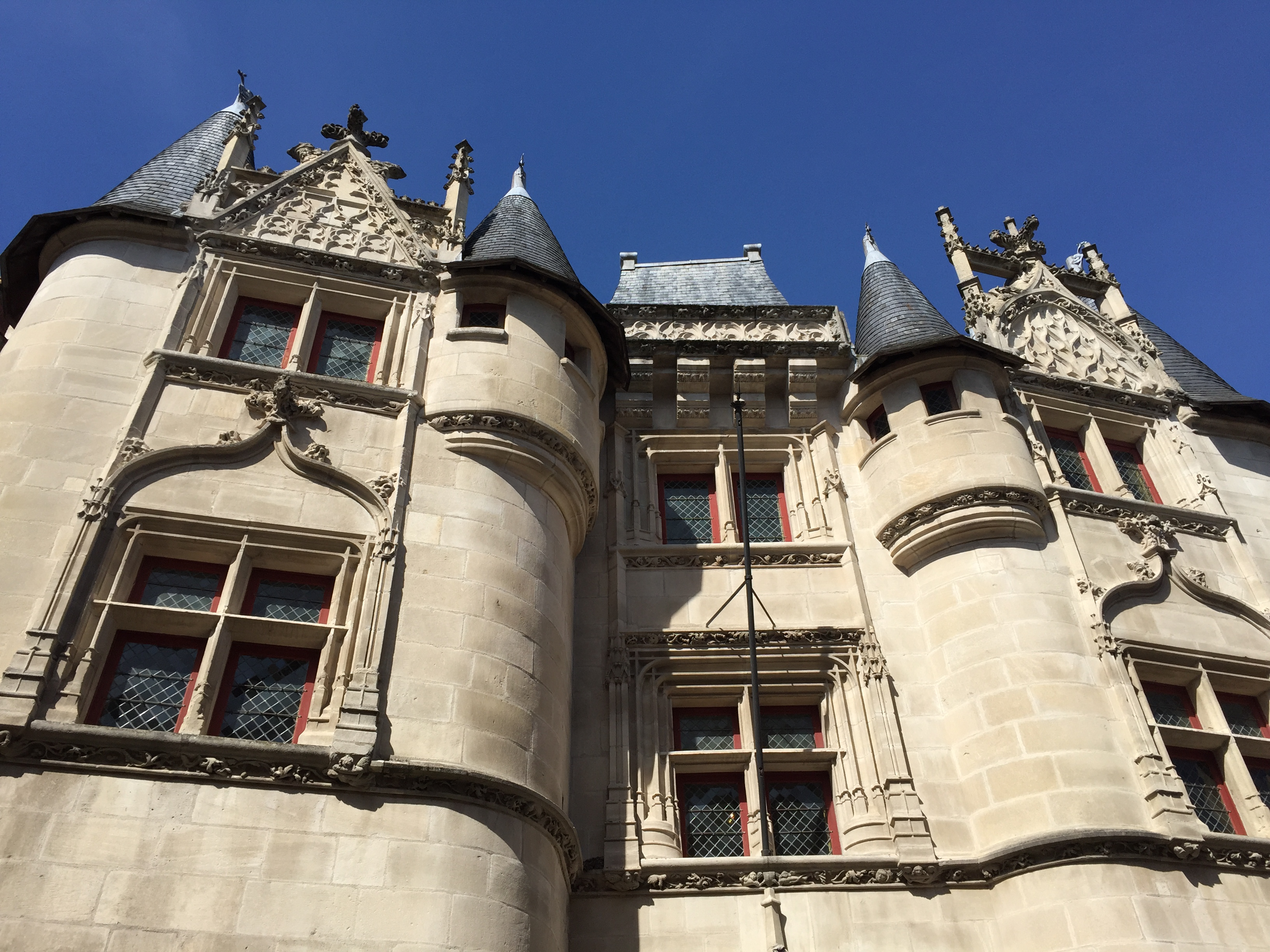
Hôtel Fumé en Poitiers, Francia, arquitecto desconocido, siglos XV a XVI
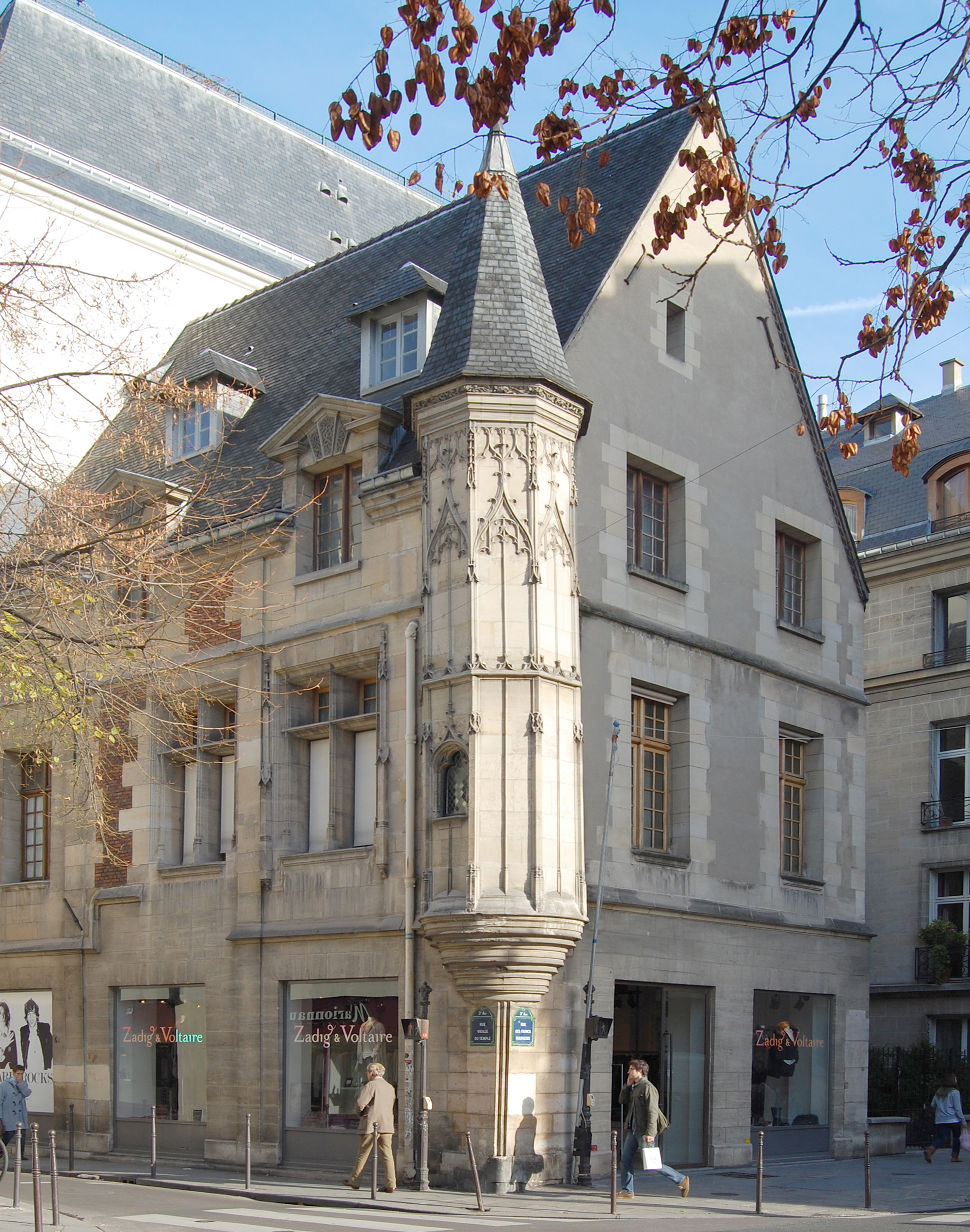
Hôtel Hérouet, París, arquitecto desconocido, fecha desconocida
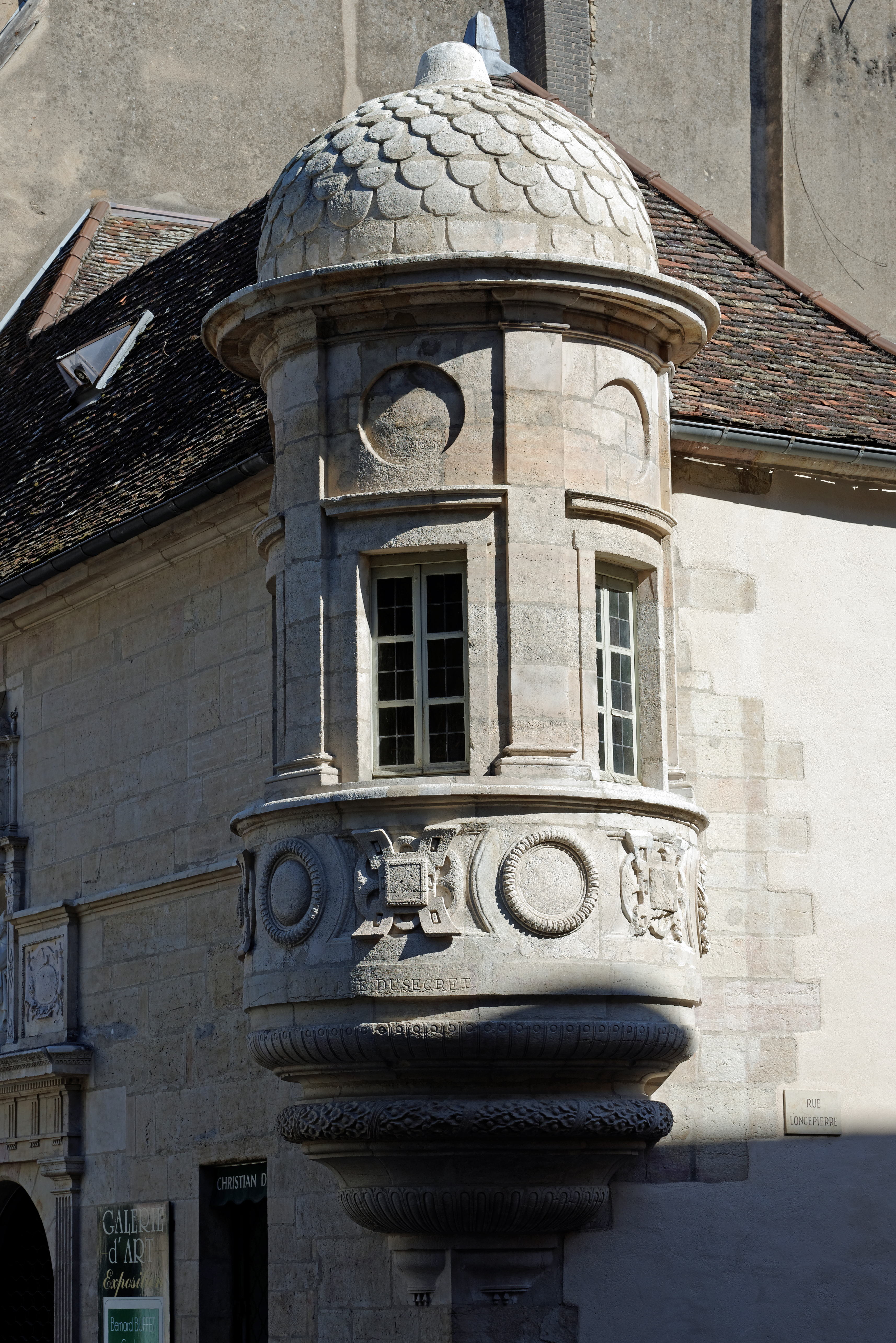
Hôtel de Berbis en Dijon, Francia, arquitecto desconocido, 1552-1558
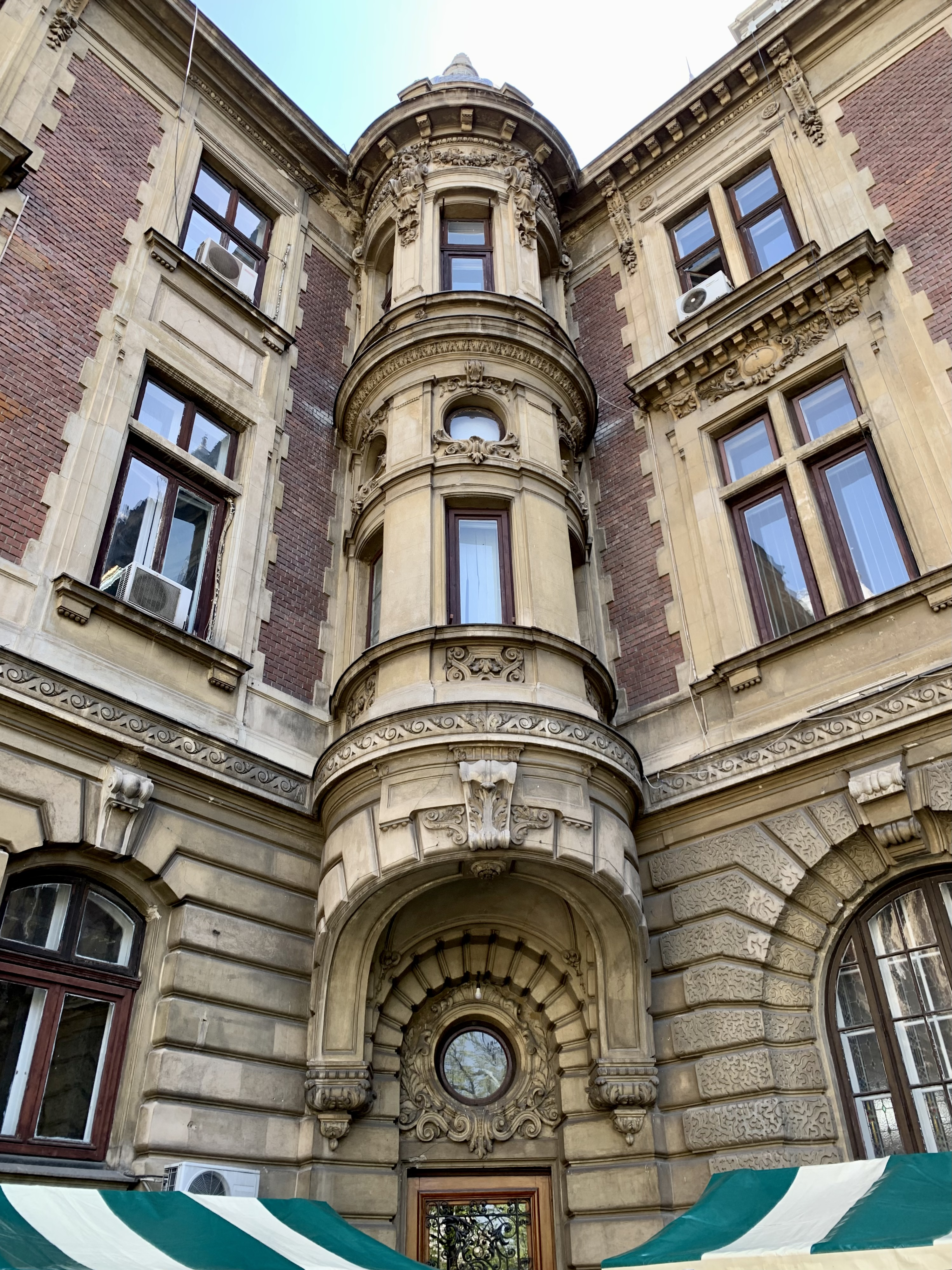
Ministerio de Agricultura y Desarrollo Rural de Rumania en el Bulevar de Carol I, Bucharest, Romania, por Louis Blanc, 1895
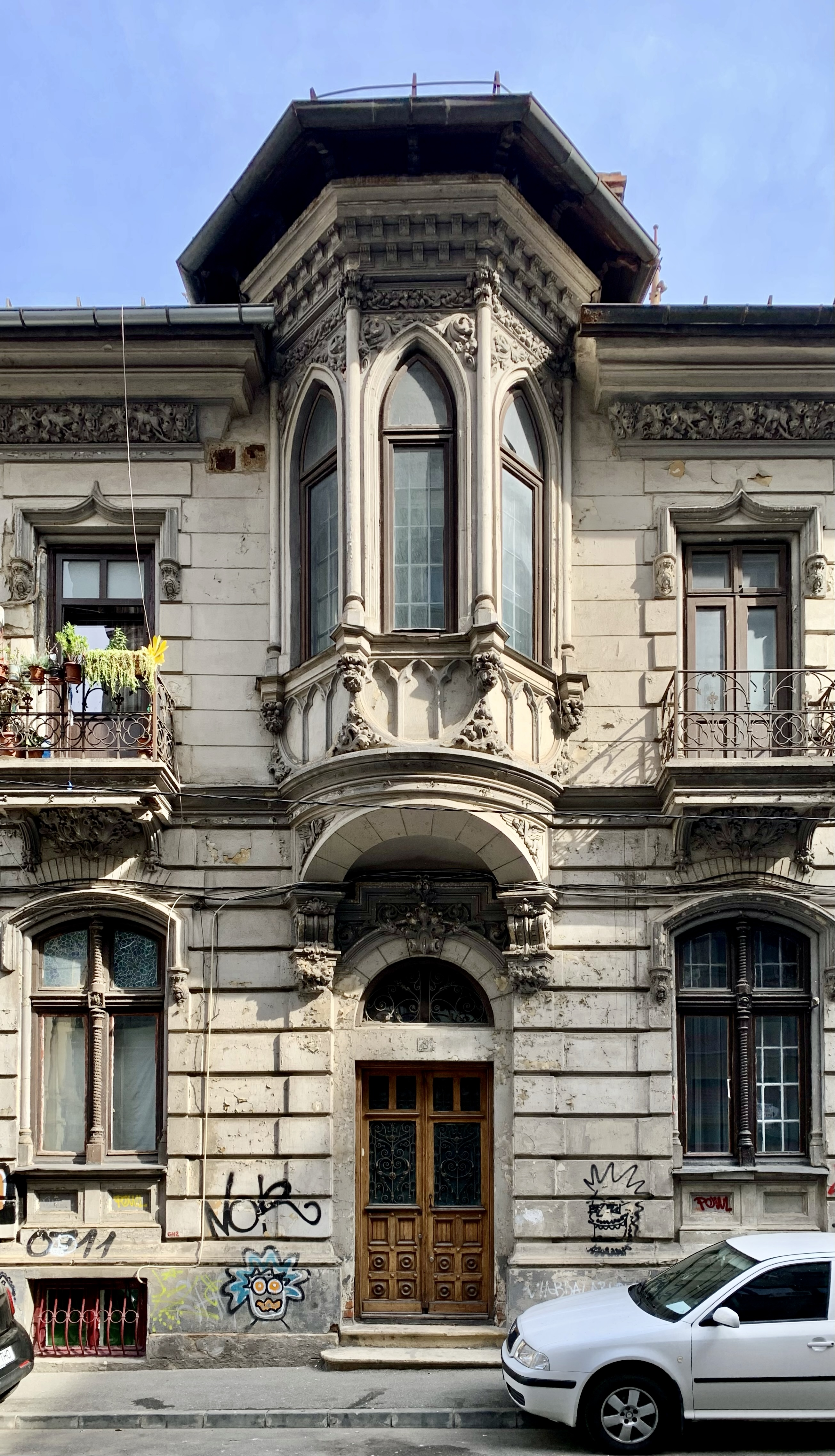
Calle Radu Cristian no. 2, Bucarest, arquitecto desconocido c.1900
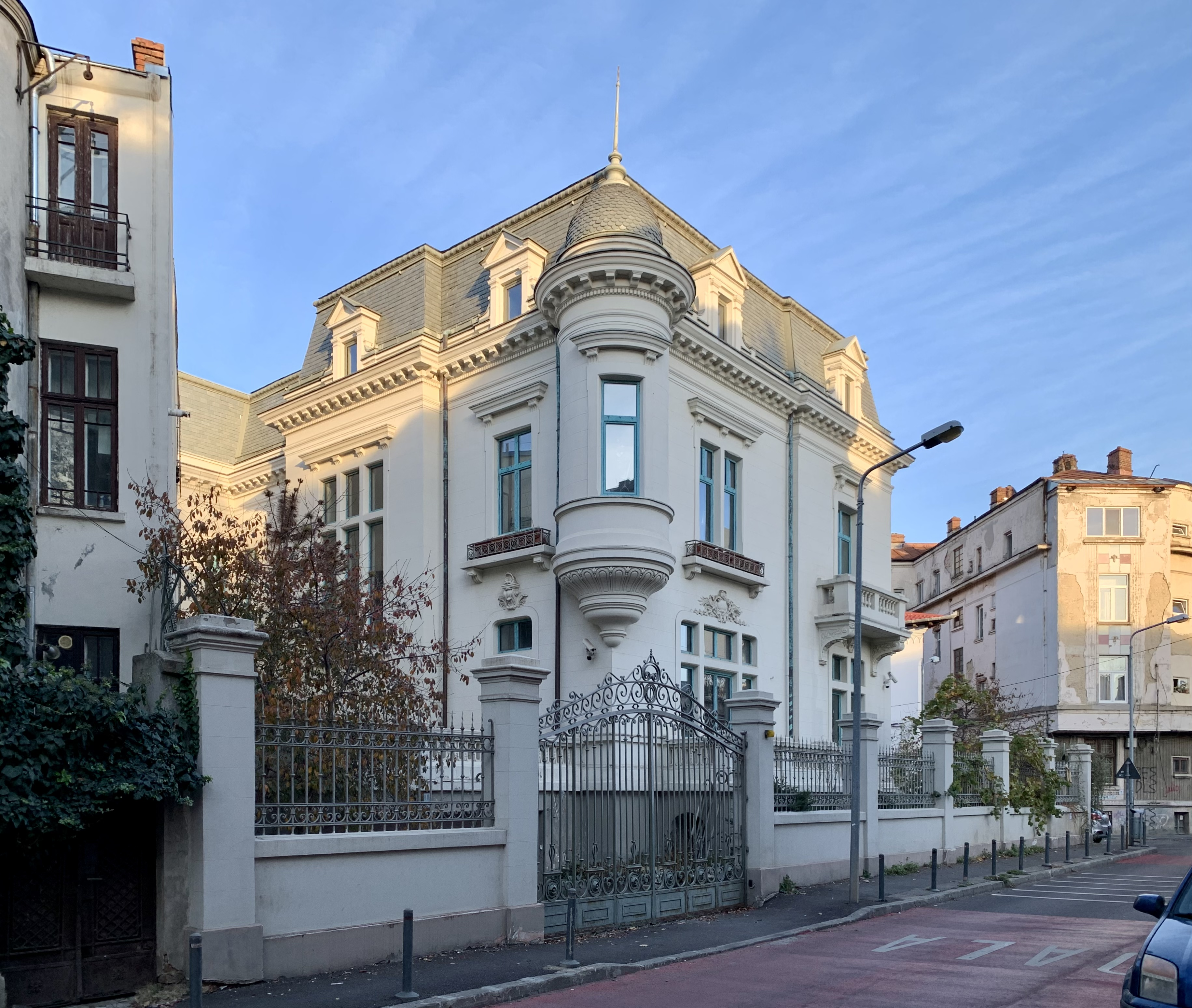
Calle Culmea Veche no. 1, Bucharest, arquitecto desconocido, c.1910
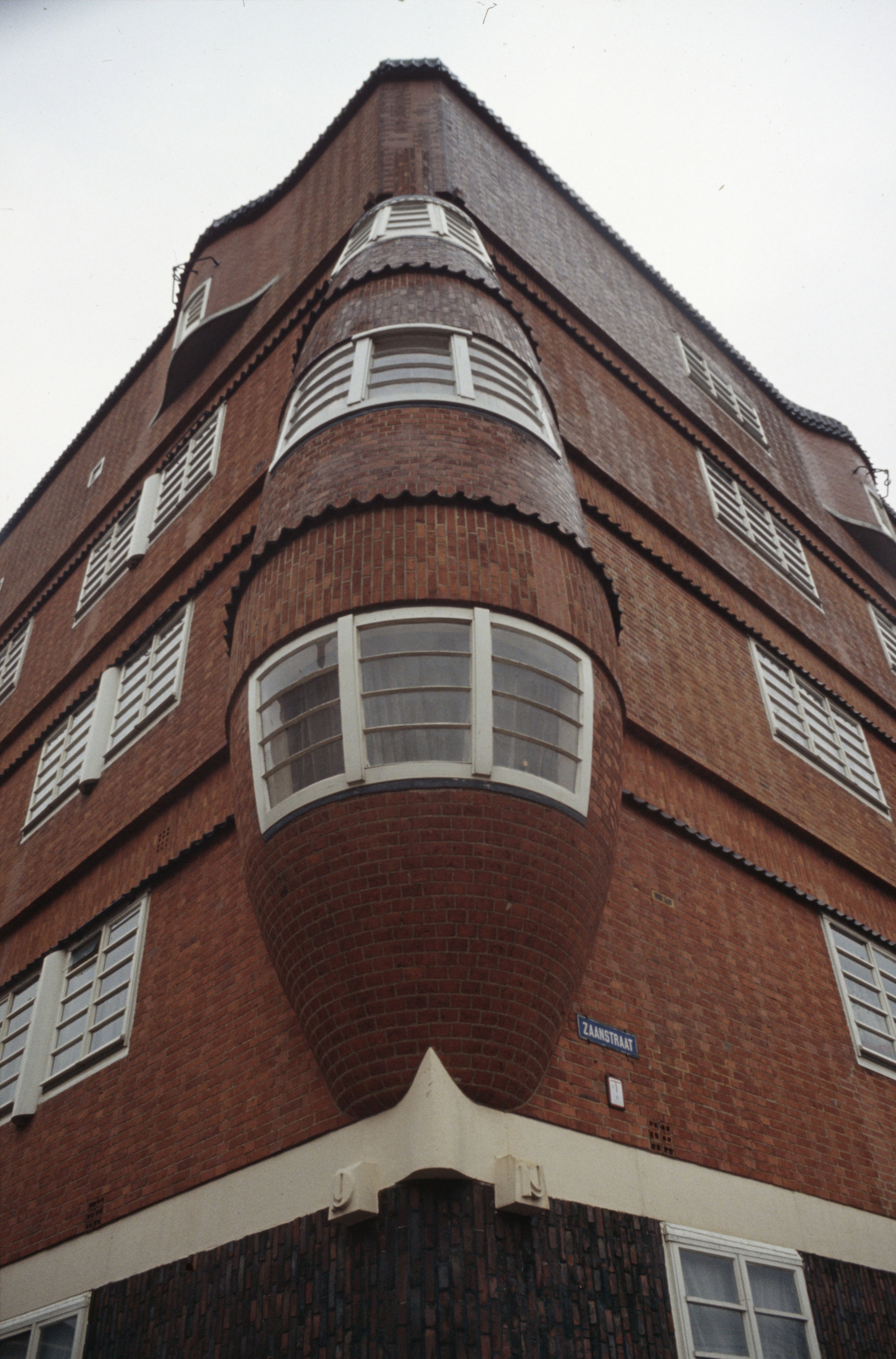
Escaraguaita en el Het Schip en Amsterdam, Países Bajos del año 1919 por Michel de Klerk
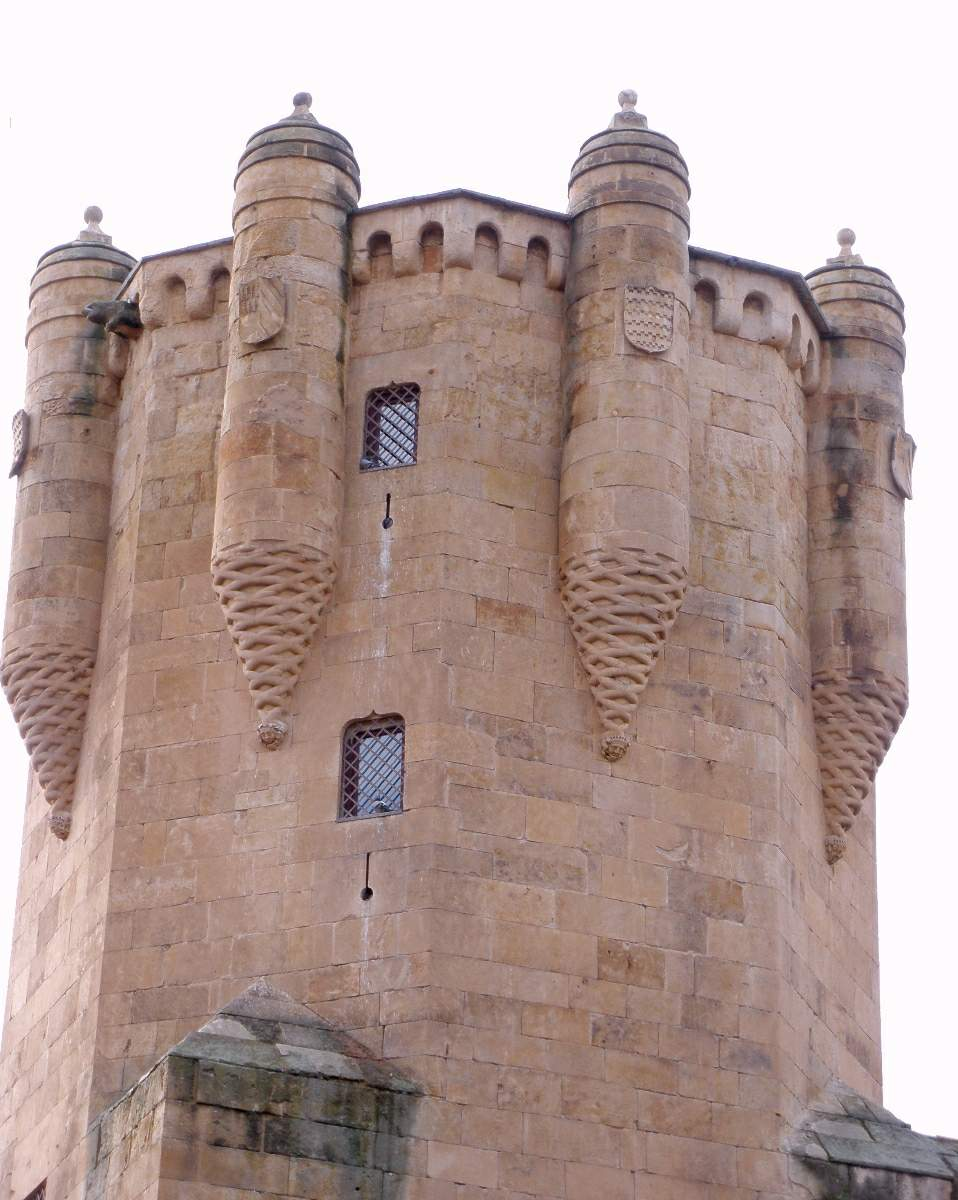
Escaraguaitas de la torre clavero en Salamanca.
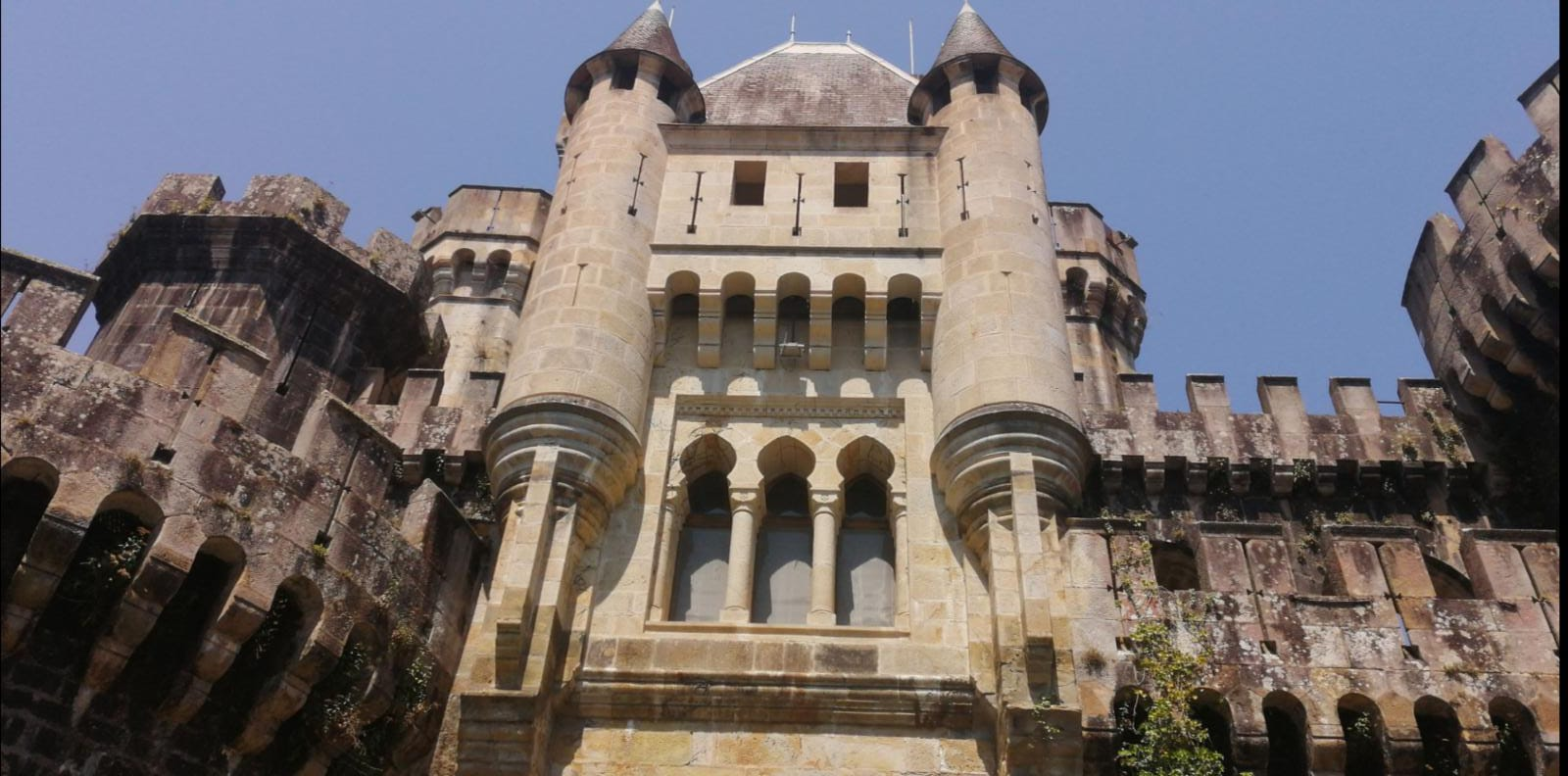
Escaraguaitas del castillo neogótico de Butrón, Gatica, Vizcaya de finales del siglo XIX.
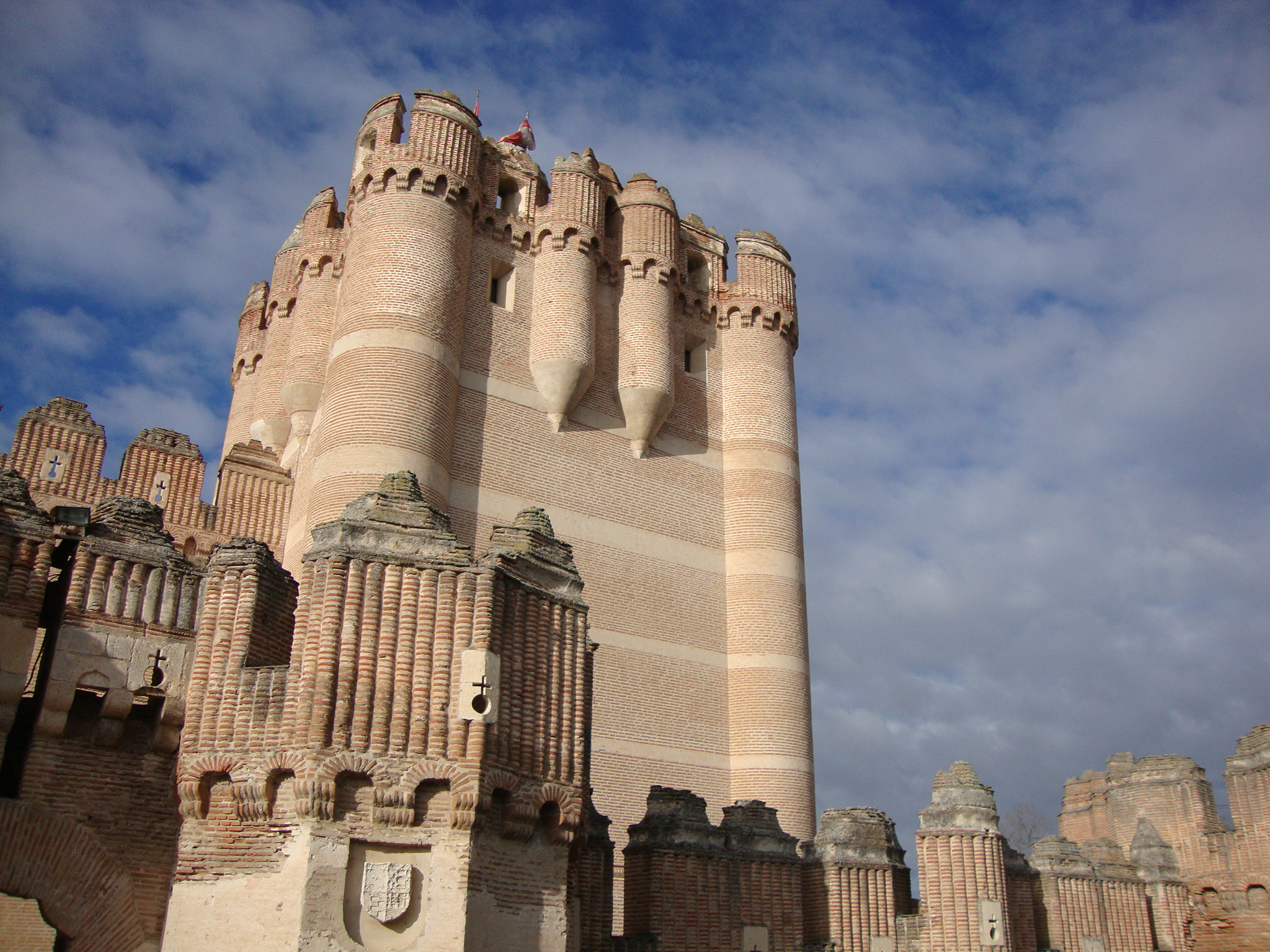
Escaraguaitas de la torre del homenaje del castillo de Coca